# Punta Gutzart
La punta Gutzart è una montagna delle Alpi Liguri alta 1.675 m; è anche nota come punta Gutzard o, localmente, Trüch l’Adrèèt.

## Descrizione

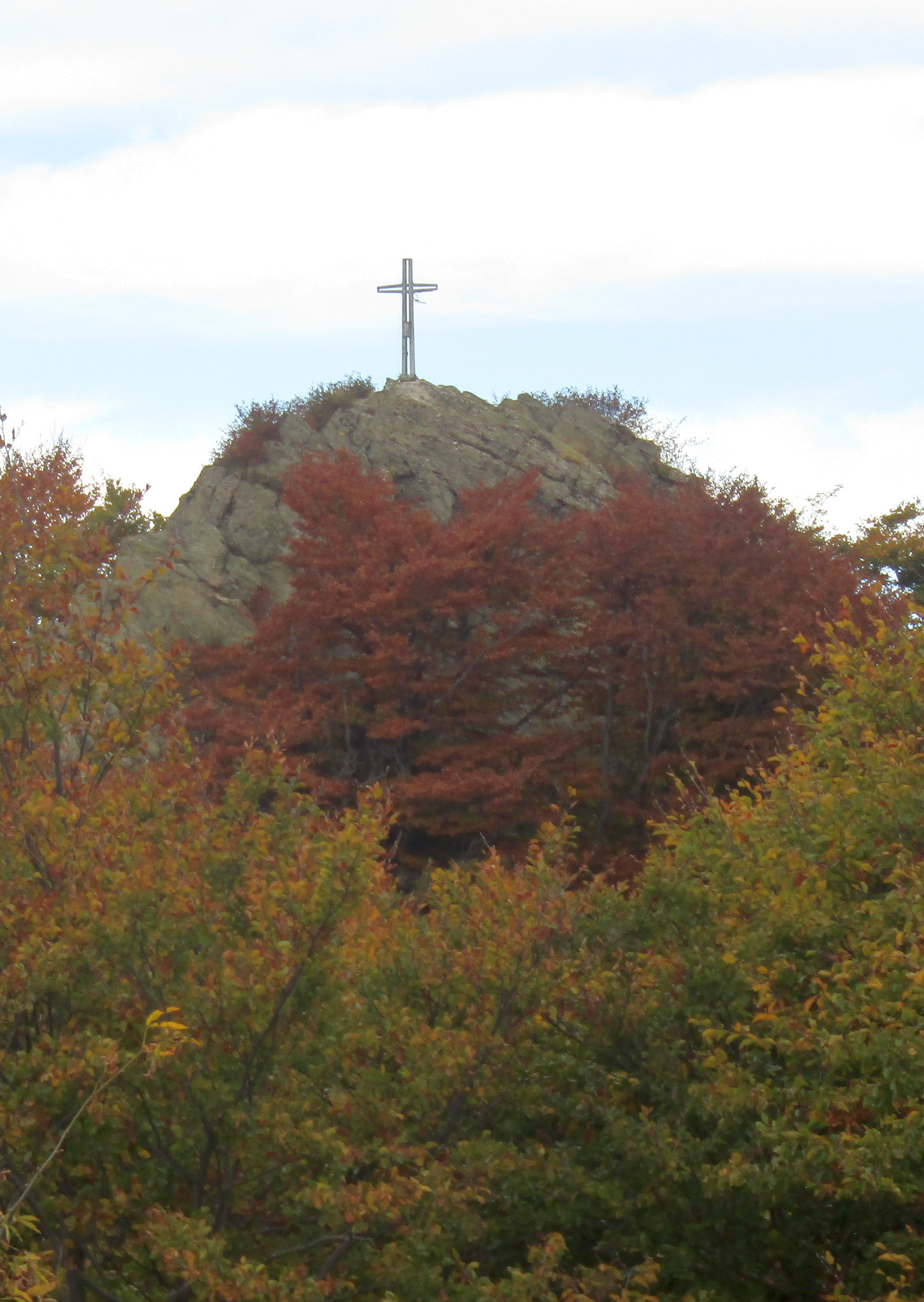
La sommità rocciosa della montagna

La montagna si trova tra i comuni di Boves e Vernante sulla costiera che divide le valli Colla e Vermenagna. Verso nord lo spartiacque prosegue con la Punta Tre Confini (1481 m), la Rocca Alta (1494 m) e la Cima di Francia. A sud invece perde quota con l'insellatura della Colla Ceresola e risale poi al Monte Pianè (1835 m). La prominenza topografica della punta Gutzart è di 55 m. Sulla sua cima si trova una croce di vetta metallica, dedicata dai colleghi ad Andrea Barale, un giovane vittima di un incidente sul lavoro nel 2019.

## Geologia
La sommità della Punta Gutzart è un rilievo che si eleva di alcuni metri al di sopra delle chiome della vegetazione arborea che in questo tratto ricopre il crinale. È costituito di rocce porfiroidi, e cioè rocce vulcaniche che sono state trasformate dal metamorfismo.

## Accesso alla vetta

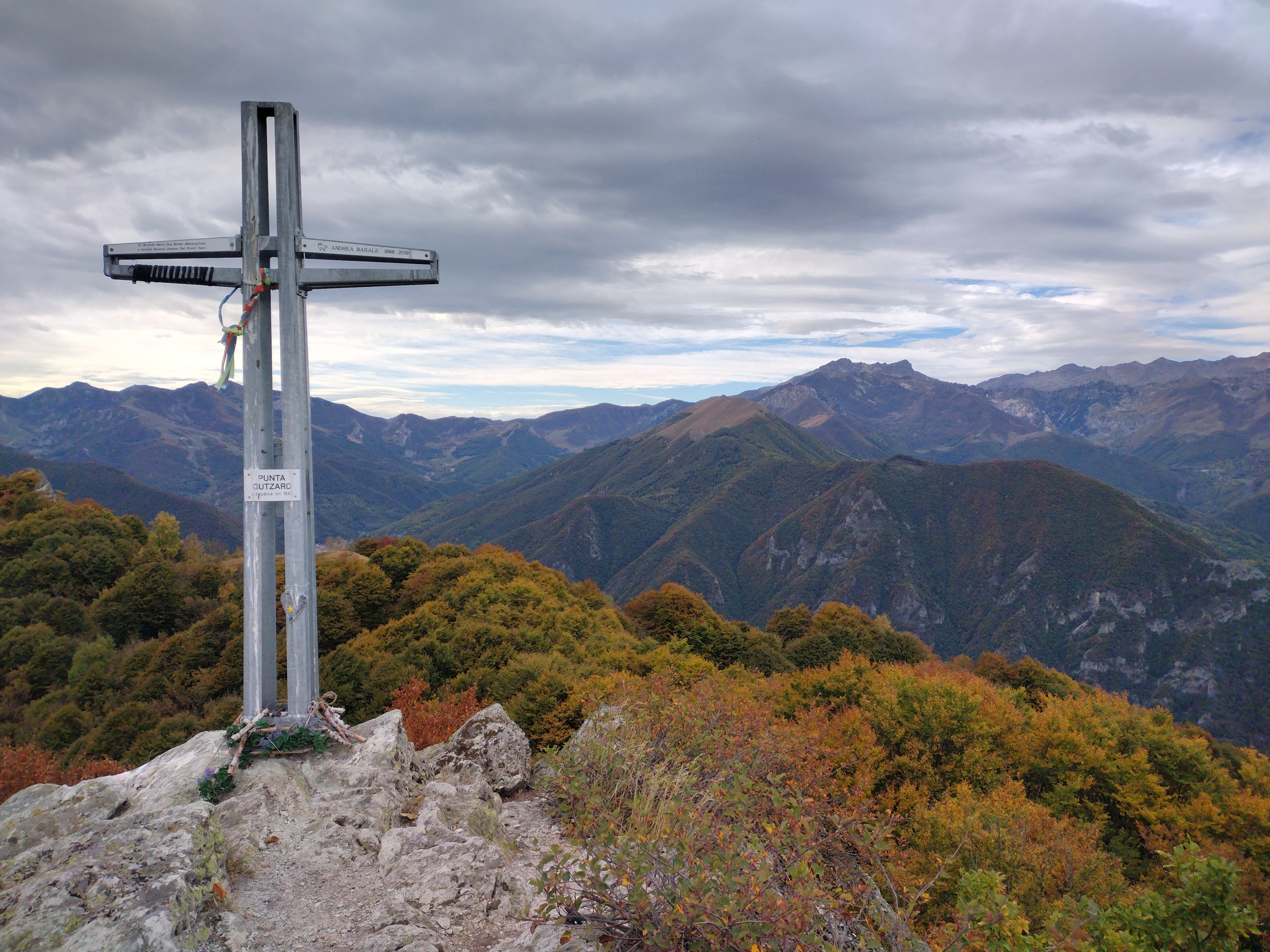
Croce di vetta, sullo sfondo il Monte Vecchio

Si può accedere alla punta con una breve ma ripida deviazione rispetto al sentiero che si tiene nei pressi del crinale Pesio/Vermenagna e che collega il Pian del Soglio con il Passo Ceresola. La difficoltà escursionistica di questa salita è classificata come E. Al Passo Ceresola si può arrivare a piedi o dalla Val Colla o dalle frazioni a monte di Vernante come Tetto Croce o Tetti Caia. Il panorama dalla cima è molto vasto.

### Trail running
Il tracciato lungo del Bisalta Trail, una gara di trail running di 29 km di sviluppo e 1700 m di dislivello positivo, dopo aver raggiunto la Colla Ceresola fiancheggia la Punta Gutzard, raggiungendo la massima quota del proprio percorso.

### Punti di appoggio
- Rifugio Ceresole (8 posti letto), costruito a 1524 m di quota dal comune di Boves nel 2008, poco a valle del passo omonimo.[8]

## Bibliografia

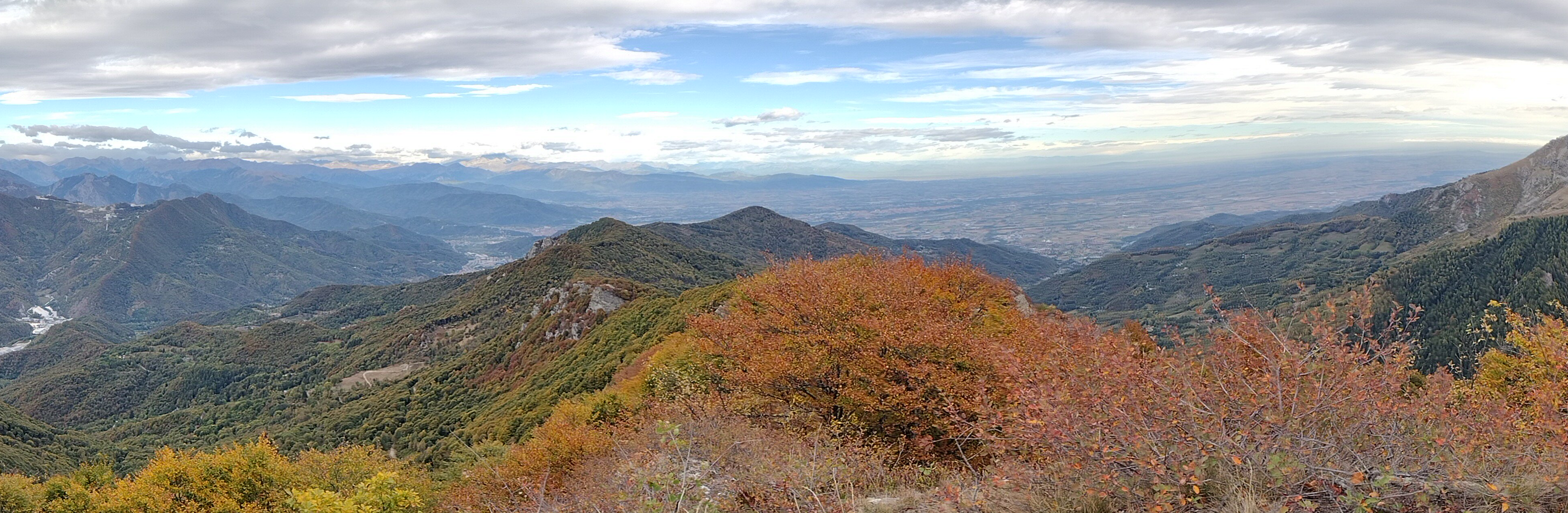
Vista verso sud, al centro la Cima di Francia
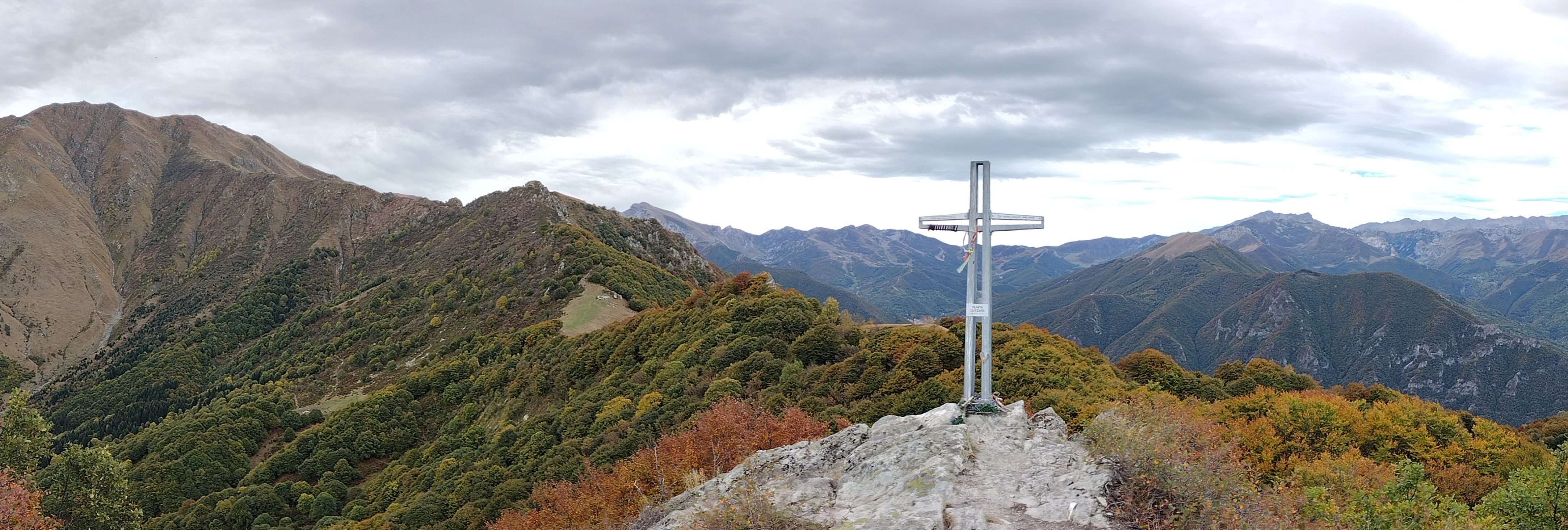
Vista verso nord, a sinistra il Bric Costa Rossa